# جردن گرینیج
جردن گرینیج (انگلیسی: Jordan Greenidge؛ زادهٔ ۵ ژانویهٔ ۲۰۰۰) بازیکن فوتبال است.
از باشگاه‌هایی که در آن بازی کرده‌است می‌توان به باشگاه فوتبال استوک سیتی اشاره کرد.